# Naučná stezka Romantický areál Nové zámky

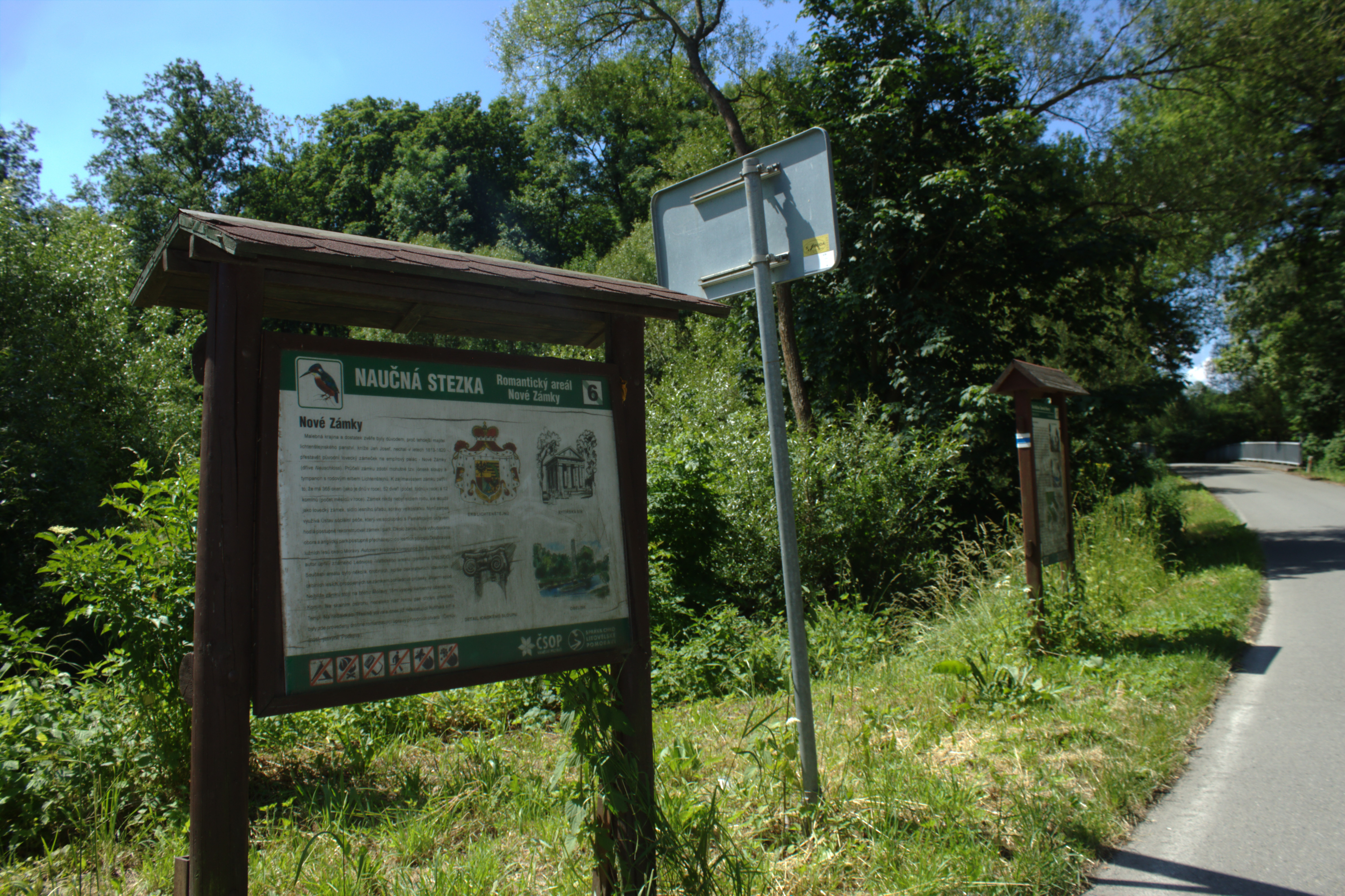
Informační tabule naučné stezky v Nových Zámcích u Mladče

Naučná stezka Romantický areál Nové zámky, nazývaná také naučná stezka Nové Zámky, je naučná stezka (turistická trasa/cyklostezka) v okrese Olomouc vedoucí z Litovle podél řeky Moravy do Nových Zámků u Mladče a Nových Mlýnů u Řimic. Nachází se v geomorfologických celcích Mohelnická brázda, Hanušovická vrchovina a Hornomoravský úval v Chráněné krajinné oblasti Litovelské pomoraví v etnickém regionu Haná.

## Popis
Stezka v délce 8,5 km vede národní přírodní rezervací Vrapač a lužními lesy v okolí Nových Zámků. V seznamu tras KČT má číslo 9693. Začátek má u litovelského autobusového nádraží a železniční stanice Litovel město. Pak směřuje na severozápad a velkou část průbehu kopíruje tok řeky Moravy a prochází kolem zámku Nové Zámky, Novozámeckého rybníka, Obelisku nebo Chrámu přátelství. Cíl je u turistického rozcestníku Rybářská hospoda nedaleko malé vodní elektrárny v Nových Mlýnech u mostu přes Moravu. Stezka byla postavena pravděpodobně v roce 1999 a rekonstruovaná v roce 2015.

## Informační tabule
Stezka měla nejprve 9 zastavení a po rekonstrukci 13 zastavení s informačními panely:
1. Město Litovel
2. Řeka Morava na Litovelsku
3. Květena lužního lesa
4. Obyvatelé luhů
5. Přirozený tok řeky
6. Nové Zámky
7. Okolí Nových Zámků
8. Templ
9. Nové Mlýny

## Další informace
Naučná stezka navazuje na další turistické trasy a cyklotrasy.